# Vassili Bakcheïev
Vassili Nikolaïevitch Bakcheïev (en russe : Василий Николаевич Бакшеев) est un peintre et enseignant russe né le 24 décembre 1862 à Moscou, en Russie (Empire russe) et décédé le 28 septembre 1958 à Moscou en République socialiste fédérative soviétique de Russie, (URSS).

## Biographie
Fils d'un fonctionnaire, à partir de 1877 et jusqu'en 1883, il étudia l'architecture, avec pour professeur A. P. Popov de l'École de peinture, de sculpture et d'architecture de Moscou. Il y resta pour étudier la peinture avec pour professeurs des maîtres comme Vladimir Makovski, Vassili Polenov, Illarion Prianichnikov, Alexeï Savrassov, Evgraf Sorokine. Parmi ses camarades, on peut signaler Isaac Levitan. Il en sortit diplômé en 1889 avec la grande médaille d'argent pour son tableau Le retour du pèlerinage qui lui procura le statut d'artiste. 
Entré chez les Ambulants en 1883, il participa à leurs expositions à partir de 1891 et en devint membre en 1896. À partir de 1884, il exposa dans de nombreuses galeries et la Grande Duchesse Xenia Alexandrovna de Russie le prit sous sa protection jusqu'en 1889 pour qu'il enseigne le dessin.
De 1893 à 1895 il fut membre de l'association des artistes de Moscou et au terme de son adhésion partit voyager en Europe et visita Paris et Munich. En 1897 il participa à l'exposition de trente-six artistes et devint à son tour professeur à l'école de peinture, de sculpture et d'architecture de Moscou où il resta jusqu'en 1918.
En 1913, il devint membre d'honneur de l'académie des beaux-arts. Après la Révolution d'Octobre, de 1917 à 1919, il fut membre de la commission pour la protection des œuvres d'art et des antiquités au Soviet de Moscou et membre de l'union des peintres, en 1918 et en 1919 membre du conseil d'administration de la galerie Tretiakov. Par la suite il enseigna dans plusieurs autres écoles d'art autour de la capitale où il habitait depuis 1922. La même année il devint membre de l'union des artistes russes où il resta six ans, jusqu'en 1928, année où il participa à la création de la société des artistes réalistes. Pendant sept ans, de 1933 à 1940, il enseigna dans un institut destiné aux artistes d'un niveau avancé et en 1940, il poursuivit sa carrière de professeur au collège d'art régional de Moscou de la révolution de 1905 qu'il quitta en 1958. Simultanément, pendant six ans, de 1945 à 1951, il enseigna à l'École d'art industriel Mikhaïl Kalinine à Moscou. On le vit aussi séjourner et travailler à Taroussa. 
En 1937 il reçut le titre d'artiste du peuple de la fédération de Russie, en 1943 le Prix Staline, en 1947 il devint membre actif de l'Académie des Arts et en 1956 il fut honoré du titre Artiste du peuple de l'URSS. On lui attribua encore l'Ordre du Drapeau rouge du Travail et  deux fois l'Ordre de Lénine. 
Il s'éteignit à quatre-vingt-seize ans dans la maison en bois qu'il avait conçue lui-même et qui se trouvait au 4 rue Rostovski à Moscou.
En 1963, ou en 1961, selon les sources, ses mémoires furent publiées.
Après sa mort, des expositions présentant une rétrospective de ses œuvres eurent lieu à Kirov en 1962, à Moscou en 1973 et du 23 mai au 30 octobre 2014, au musée cantonal des Beaux-arts de Lausanne, certains de ses tableaux étaient présents à l'exposition «Chefs-d'œuvre de la Galerie nationale Tretiakov»

## Œuvres
- Les légendes, les dates, les dimensions et les supports des tableaux sont assez explicites pour montrer qu'il n'est pas nécessaire de faire des commentaires sur les sujets abordés.
- Les lieux où l'on peut voir ces œuvres ne sont, la plupart du temps, pas indiqués car la majorité des tableaux se trouvent dans des galeries pour être vendus.
- 1887 : «Fille nourrissant des pigeons», huile sur toile, 54 X 24,5 cm, Galerie Tretiakov, Moscou
- 1889 : «Sweet home» (Douceur du foyer?)
- 1890 environ : «La steppe», huile sur toile, 77 X 92,5 cm
- 1892 : «Le consolateur»
- 1893 : «Paysage boisé», huile sur toile, 61 X 80,5 cm
- 1893 : «Monotonie de la vie», Galerie Tretiakov
- 1898 : «Pommiers en fleurs», galerie régionale d'art Constantin Savitski à Penza
- 1899 : «À la datcha», huile sur toile, 100 X 74 cm
- 1900 : «Le givre», huile sur toile, Galerie Tretiakov
- 1901 : «Au dîner», huile sur toile, musée régional d'art Victor Vasnetsov et Apollinaire Vasnetsov à Kirov (oblast de Kirov)
- 1903 : «Printemps, sous l'auvent», musée d'art de Samara
- 1906 : «Le soir», Musée régional d'art de Soumy
- 1908 : «Paysage»
- 1908 : Triptyque de la vie du Christ, musée d'art d'état de Dniepropetrovsk
  - «La crucifixion», 100 X 68 cm
  - «La guérison», 113 X 100 cm
  - «Christ et enfants», 100 X 68 cm
- 1908 : «Dobrynija Nikititsch ?, scène de contes populaires russes»
- 1909 : «Un paysage au printemps»
- 1909 : «Un paysage d'hiver»
- 1910 : «La rive du lac», huile sur toile, 52 X 63 cm
- 1913 : «Printemps en mars», 73 X 57,6 cm
- 1916 : «Lumière d'automne», Musée russe, Saint-Pétersbourg
- 1916 : «Sur la rivière», huile sur toile, 64 X 99,3 cm
- 1917 : «Au début du printemps»
- 1926 : «Lénine devant la tente»
- 1926 : «À la veille du 9 janvier»
- 1930 : «Printemps bleu», huile sur toile, Galerie Tretiakov
- 1930 : «Soleil de février», huile sur toile, 60 X 79 cm
- 1934 : «Printemps en forêt», huile sur toile, 37 X 49 cm, musée des beaux-arts de Springville (Utah)
- 1934 : «Un angle de la maison», huile sur contreplaqué
- 1935 : «Février»
- 1935 : «Bouleaux», huile sur bois, 33 X 25,4 cm
- 1937 : «Paysage d'automne»
- 1952 : «Bosquet de bouleaux», huile sur carton, 44,5 X 36 cm

Dates non trouvées :
- «Chemin dans la campagne»
- «Fleurs et ustensiles»
- «Le jeudi saint»
- «Les rayons du soleil levant»
- «Nature morte avec lilas et roses»
- «Plat et oranges»
- «Soir sur la Volga», galerie d'art Boris Kustodiev à Astrakhan
- «Vers le soir», 54 X 24,5 cm, galerie d'art de Khimki

## Expositions
Tout au long de sa carrière, ses travaux furent présentés dans un grand nombre d'expositions comme:
- De 1890 à 1896 : Société moscovite des amateurs des beaux-arts
- 1901 : Monde de l'Art
- 1901-1903 : Trente-six artistes de l'année?
- 1903 : Union des artistes russes
- 1904 : Union des artistes russes
- 1906 : Union des artistes russes
- 1910 : Société moscovite des amateurs des beaux-arts
- 1911 : Exposition internationale à Rome
- 1913 : Exposition internationale à Munich
- 1919 : Seconde exposition d'art national à Moscou
- 1919 : Premiers états du Free-Art à Petrograd
- 1924 : L'art russe à New York
- 1925 : Toronto
- 1925 : Los Angeles
- 1937 : Exposition universelle à Paris
- 1937 : Moscou (personnelle)
- 1937 : Leningrad (personnelle)
- 1947 : Moscou (personnelle)
- 1948 : Moscou (personnelle)
- 1952 : Moscou (personnelle)
- 1953 : Moscou (personnelle)